# Portulaca perennis
Portulaca perennis är en portlakväxtart som beskrevs av R. E. Fries. Portulaca perennis ingår i släktet portlaker, och familjen portlakväxter. Inga underarter finns listade i Catalogue of Life.